# Venetier (schip, 1918)
De stomer Venetier van 1816 ton was eigendom van de Lloyd Royal Belge-Antwerp (later de CMB). Haar taak was voornamelijk houttransport.
Het schip werd op stapel gezet in 1917 als War Fox bij de American Shipbuilding Co. uit Lorain in Ohio, maar al tijdens de bouw kreeg het een andere naam: Lake Forest. De tewaterlating was op 3 november 1917 en de marine nam het schip af op 24 december 1917. Het werd in dienst gesteld als de USS Lake Forest (ID 2991) op 15 januari 1918. Uit dienst gesteld op 4 maart 1919 en weer overgedragen aan de United States Shipping Board in Washington, D.C. Die verkocht het in 1920 aan Lloyd Royal Belge S.A. in Antwerpen, en het werd vervolgens Venetier genoemd.
- Lengte: 68,4 m
- Breedte: 13,2 m
- Diepgang: 5,5 m
- Waterverplaatsing: 1,157 t.
- Machine: stoom, 1.300 ihp op 1 as
- Snelheid: 10 kn
- Bemanning: 79

Het schip voer tussen 1920 en 1925 met ladingen hout van Zuid-Amerika en Afrika naar Antwerpen.
Het oogde zeer fragiel door haar kleine opbouw, een zeer hoog lijkende zwarte schoorsteen, waardoor het vrachtschip zelf zo klein leek.
Het had twee masten met vier laadbomen nodig omdat er in sommige Afrikaanse en Zuid-Amerikaanse haventjes nog geen laad- en losvoorzieningen waren. Het lichte vrachtschip had altijd een deklast bij, waardoor de houtstapels met verticale balken moesten tegengehouden worden. Deze deklast kwam tot de hoogte van de scheepsbrug. Dat waren dus ettelijke meters houtstapels die rondom de masten lagen, vóór de brug en de achteropbouw.
De scheepsbemanning kon zich door een smal gangpad, tussen de houtvracht, nog naar het voor- en achterschip begeven.
Deze schepen moesten wel goed stabiel en de lading geschoord worden geladen om bij een woelige zee en bij storm niet te kapseizen.
Deze houtladingen waren meestal al op voorhand gezaagde houtplanken, maar ze vervoerde eveneens stapels afgezaagde bomen, die in Antwerpen nog verwerkt moesten worden tot planken en latten. De hier toegekomen en geloste planken lagen in houtmagazijnen onder afdaken te drogen. Eerst moest dit hout "uitzweten", drogen en besterven, vooraleer het voor meubel- en kastenconstructie kon worden gebruikt.
- 1925: verkocht aan Armement Gylsen S.A., Antwerpen, en hernoemd naar Tabakhandel
- 1925: verkocht aan S.S de Nav. Sud Atlantica, Buenos Aires, Argentinië met nieuwe naam Este
- 1931: verkocht aan Cia Argentina de Nav. Mihanovich, Buenos Aires
- 1937: verkocht aan Cia Carbonifera y de Fundicion Schwager, Valparaiso, Chili met nieuwe naam Chollin
- 1948: verkocht aan Fabrica de Cemento El Melon SA of Valparaiso met nieuwe naam Rafael Ariztia
- 1956: verkocht aan Cia Maritima Valck and Monckton of Valparaiso met nieuwe naam San Patricio
- 1957: verkocht aan Georgios Vatikiotis of Piraeus, Greece and met nieuwe naam Mary V
- 1957: verkocht aan Geo. Sigalas' Sons of Piraeus met nieuwe naam Kadio S
- 1960: gesloopt in Gijon, Spanje